# العلاقات الصومالية الجنوب إفريقية
العلاقات الصومالية الجنوب أفريقية هي العلاقات الثنائية التي تجمع بين الصومال وجنوب أفريقيا.

## مقارنة بين البلدين
هذه مقارنة عامة ومرجعية للدولتين:
| وجه المقارنة                                              | الصومال                        | جنوب أفريقيا |
| --------------------------------------------------------- | ------------------------------ | --- |
| المساحة (كم2)                                             | 637.66 ألف                     | 1.22 مليون |
| عدد السكان (نسمة)                                         | 14.74 مليون                    | 57.73 مليون |
| الكثافة السكانية (ن./كم²)                                 | 23.12                          | 47.32 |
| العاصمة                                                   | مقديشو                         | بريتوريا، بلومفونتين، كيب تاون |
| اللغة الرسمية                                             | اللغة الصومالية، اللغة العربية | لغة إنجليزية، اللغة الأفريقانية، اللغة النديبلي الجنوبية، اللغة السوثو الشمالية، اللغة السوتية، لغة سوازي، اللغة التسونجا، اللغة التسوانية، اللغة الفيندية، اللغة الكوسية، اللغة الزولوية |
| العملة                                                    | شلن صومالي                     | راند جنوب أفريقي |
| الناتج المحلي الإجمالي (بليون دولار)                      | 7.37 مليار                     | 349.42 مليار |
| الناتج المحلي الإجمالي (تعادل القوة الشرائية) بليون دولار |                                | 725.91 مليار |
| الناتج المحلي الإجمالي الاسمي للفرد دولار أمريكي          | 549                            | 5.72 ألف |
| الناتج المحلي الإجمالي للفرد دولار أمريكي                 |                                | 13.05 ألف |
| مؤشر التنمية البشرية                                      |                                | 0.666 |
| رمز المكالمات الدولي                                      | +252                           | +27 |
| رمز الإنترنت                                              | .so                            | .za |
| المنطقة الزمنية                                           | ت ع م+03:00                    | ت ع م+02:00، أفريقيا/جوهانسبرغ ‏ |

## منظمات دولية مشتركة
يشترك البلدان في عضوية مجموعة من المنظمات الدولية، منها:
| علم المنظمة | اسم المنظمة                                 | تاريخ انضمام الصومال | تاريخ انضمام جنوب أفريقيا |
| ----------- | ------------------------------------------- | -------------------- | ------------------------- |
|             | مؤسسة التنمية الدولية                       | 31 أغسطس 1962        | 12 أكتوبر 1960            |
|             | يونسكو                                      | 15 نوفمبر 1960       | 4 نوفمبر 1946             |
|             | الأمم المتحدة                               | 20 سبتمبر 1960       | 7 نوفمبر 1945             |
|             | مجموعة دول أفريقيا والكاريبي والمحيط الهادئ | ?                    | ?                         |
|             | الفريق المعني برصد الأرض                    | ?                    | ?                         |
|             | الاتحاد البريدي العالمي                     | ?                    | ?                         |
|             | البنك الدولي للإنشاء والتعمير               | 31 أغسطس 1962        | 27 ديسمبر 1945            |
|             | الاتحاد الدولي للاتصالات                    | 28 سبتمبر 1962       | 1910                      |
|             | منظمة حظر الأسلحة الكيميائية                | ?                    | ?                         |
|             | مؤسسة التمويل الدولية                       | 31 أغسطس 1962        | 3 أبريل 1957              |
|             | منظمة الشرطة الجنائية الدولية               | ?                    | ?                         |
|             | الاتحاد الأفريقي                            | ?                    | 6 يونيو 1994              |
|             | البنك الإفريقي للتنمية                      | ?                    | ?                         |

## وصلات خارجية
- موقع وزارة الخارجية الصومالية
- موقع وزارة الخارجية الجنوب أفريقية